# Yip Pui Yin
Yip Pui Yin (chinesisch 葉姵延 / 叶姵延, Pinyin Yè Pèiyán, Jyutping Jip6 Pui3jin4; * 6. August 1987 in Hongkong) ist eine chinesische Badmintonspielerin.

## Karriere
Yip Pui Yin wurde 2006 Zweite bei den Macau Open. Bei den Asienspielen desselben Jahres gewann sie ebenfalls Silber. Ein Jahr später wurde sie Dritte bei den New Zealand Open. Bei Olympia 2008 schied sie in der ersten Runde aus. 2009 gewann sie Gold bei den Ostasienspielen.

## Erfolge
| Saison | Veranstaltung    | Disziplin   | Platz |
| ------ | ---------------- | ----------- | ----- |
| 2006   | Macau Open       | Dameneinzel | 2     |
| 2006   | Asienspiele      | Dameneinzel | 2     |
| 2007   | New Zealand Open | Dameneinzel | 3     |
| 2009   | Ostasienspiele   | Dameneinzel | 1     |